# Podgórz (Podgór)
Podgórz – część wsi Podgór w Polsce, położona w województwie wielkopolskim, w powiecie konińskim, w gminie Kramsk. Należy do sołectwa Podgór.
W latach 1975–1998 Podgórz administracyjnie należał do województwa konińskiego.

## Galeria

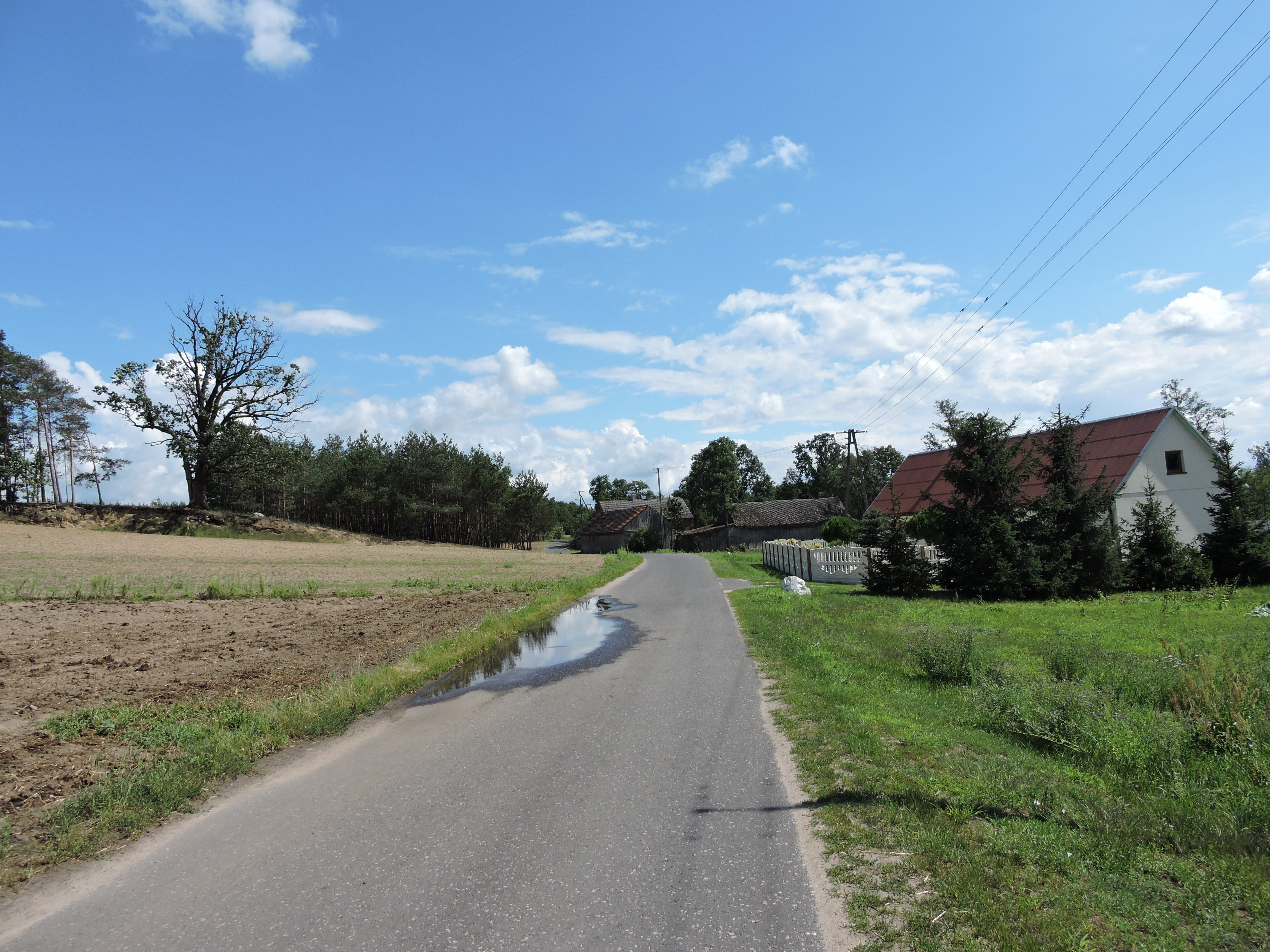